# Tamara Zubčić
Tamara Zubčić (Zagreb, 7. siječnja 1995.) hrvatska je alpska skijašica. Njen brat je hrvatski skijaš Filip Zubčić.

## Športska karijera
S pet godina počela je trenirati skijanje.  Prvi treneri (učitelj) bili su joj Maja Senci i Marko Šuman, a prvu pobjedu ostvarila je 2003. godine.

### Najzapaženiji rezultati do sada u karijeri
- 1. mjesto SL Škofja Loka, Slovenija (2007./08.);
- 1. mjesto COMBI Topolino, Italija (2007./08); 5. mjesto VSL Topolino, Italija (2007./08.)
- 1. mjesto SL Pinocchio, Italija (2007./08.); 3. mjesto VSL Pinocchio, Italija (2007./08.).
- 1. mjesto SL Val d'Isere, Fracuska (2006./07.);
- 2. mjesto SG Val d'Isere, Francuska (2007./08.);
- 4 puta dječja prvakinja Hrvatske